# Puch-d’Agenais
Puch-d’Agenais – miejscowość i gmina we Francji, w regionie Nowa Akwitania, w departamencie Lot i Garonna.
Według danych na rok 1990 gminę zamieszkiwały 654 osoby, a gęstość zaludnienia wynosiła 28 osób/km² (wśród 2290 gmin Akwitanii Puch-d’Agenais plasuje się na 606. miejscu pod względem liczby ludności, natomiast pod względem powierzchni na miejscu 419.).